# Limousin (lingvistică)
Spațiul lingvistic și cultural occitan se numește Occitania. Sunt 6 dialectele occitanei, limousin-ul (lemosin în occitană) e unu dintre dialectele nordului. Alți sunt: auvergnat (auvernhat) și vivaro-alpin (vivaroalpenc) ; și gascon, languedocien (lengadocian), provençal (provençau)la sud.

Harta dialectului lemosin